# Garcia IV du Kongo
Pour les articles homonymes, voir García.
Garcia IV du Kongo (en kikongo :  Nkanga a Mvemba et en portugais : Dom Garcia IV ; mort en 1752 à Mbanza-Kongo) fut roi du Kongo du 27 juillet 1743 jusqu'à sa mort. Membre de la maison royale de Kinlaza, il est élu roi par le Conseil royal à la suite du décès de Manuel II

## Biographie
Garcia Nkanga a Mvemba, est un membre de la maison Kinlaza, issu de la faction établie à Bula. À la fin de la guerre civile, il fait lui aussi partie des nobles de ce Kanda ralliés au nouveau roi Pierre IV du Kongo. Bien que Jean II du Kongo n'ait finalement jamais reconnu la légitimité de Pierre IV, Garcia qui porte le titre de marquis de Matari, est désigné pour succéder à Manuel II, de la Maison de Kimpanzu après la mort de ce dernier le 21 avril 1743. Conformément à l'accord conclu par Pierre IV entre les factions, il est couronné sous le nom de roi du Kongo de Garcia IV le 27 juillet 1743 par le vicaire apostolique Pantaleão das Neves Fronteira À sa mort en 1752, le trône revient à Nicolas Ier, de la Maison de Kimpanzu.

## Sources
- (en) John Kelly Thornton, The Kongolese Saint Anthony : Dona Beatriz Kimpa Vita and the Antonian Movement, 1684–1706, Cambridge University Press, 1998, 228 p. (ISBN 9-780521-596497)
- (en) John K. Thornton, A history of west central Africa to 1850, Cambridge, Cambridge University Press, 2020, 365 p. (ISBN 978-1-107-56593-7)